# Dicliptera krugii
Dicliptera krugii är en akantusväxtart som beskrevs av Ignatz Urban. Dicliptera krugii ingår i släktet Dicliptera och familjen akantusväxter. Inga underarter finns listade i Catalogue of Life.